# Andrej Elsbacher
Andrej Elsbacher, slovenski trgovec, * 29. november 1835,  Žabnice, Avstro-Ogrska, † 1. november 1905, Laško.
Andrej Elsbacher je začetnik znane družine trgovcev iz Laškega, ki je tu delovala od 1864 do nacionalizacije izvršene po 2. svetovni vojni. 

## Življenje in delo
Rodil se je v družini trgovca in posestnika Andreja in gospodinje Doroteje Elsbacher rojene Kravanja. Po končani ljudski šoli, ki jo je obiskoval v rojstnem kraju se je v Celju izučil za trgovskega pomočnika in tu odprl lastno trgovino. 11. marca 1864 je trgovino preselil v Ternškovo gostinsko hišo v Laškem. Sredi februarja 1867 se je poročil z vnukinjo hišne lastnice, Emo iz družine vitezov Wantzl plemenitih Rainhofen (1845—1884) in imel z njo 4 hčere in 4 sinove. Od Ane Ternšek je kupil hišo v kateri je imel trgovino in jo povečal, tako da je imel največjo trgovino v Laškem. Kasneje je odprl podružnične trgovine v Rimskih Toplicah, Zidanem mostu in Rajhenburgu (sedaj Brestanica). V teh trgovinah z mešanim blagom je prodajal še papirne izdelke in knjige ter imel v njih tudi drogerijski oddelek. Kot trgovec na debelo je s prodajnimi artikli zalagal vse trgovce na drobno v okolici Laškega. V svojih trgovinah je izučil več generacij trgovcev, ki so odprli svoje trgovine po Štajerskem in Kranjskem.
Andrej Elsbacher je bil aktiven tudi v javnem življenju. Bil je član več javnih in gospodarskih ustanov, občinski svetnik, podžupan trga Laško, načelnik združenja trgovcev okraja Laško in načelnik posojilnega društva v Laškem. Bil je sklicatelj in udeleženec tabora v Žalcu (1868). Udeležil se je tudi tabora v Sevnici (1869), bil pobudnik za ustanovitev čitalnice v Laškem (1869) ter njen tajnik in blagajnik. Bil je tudi soustanovitelj Hranilnice in posojilnice v Celju in član njenega nadzornega sveta v času, ko je ta v Celju gradila Narodni dom.
Iz domače Žabnice je pritegnil k sebi v Laško dva brata, sestro in polsestro. Brat Martin (1837—1899) je bil najprej pomočnik v trgovini v Laškem, kasneje pa je prevzel trgovino v Zidanem Mostu. Drugi brat Ivan (1849—1925) se je za trgovca izučil v Laškem, potem je bil trgovec, namestnik načelnika Posojilnice in hranilnice v Celju ter župan in častni občan trga Kozje. V starosti 60 let se je vrnil v Laško in pomagal v trgovini, ki je bila tedaj že v lasti bratovega sina Konrada Elsbacherja (1870—1943). Hčerka Konrada Elbsbacherja, Andreja Elsbacher se le leta 1926 poročila z  Milošem Rybářem. Sestra Helena (1842—1915) je po zgodnji smrti svakinje Eme Elsbacher ostala na domu brata v laškem in kot »teta« skrbela za gospodinjstvo številne družine. Polsestra Angela (1862—1955) je po šolanju v Žabnicah prišla kot 12-letna k bratu Andrju v Laško kjer je ostala do leta 1893, ko se je po poroki z nadučitelje Antonom Porekarjem odselila.